# 章怀皇后
章怀皇后（968年—989年），潘氏，宋真宗赵恒第一任妻子，大名人，北宋名将、忠武军节度潘美之八女。另一说为潘美五子惟熙之女，为惟熙娶秦王女所生。

## 生平
16岁的时候，宋太宗赵光义将潘氏赐婚给韩王赵恒，封为莒国夫人。六年后，端拱二年五月，潘氏逝世，享年仅二十二岁，未留下任何子女。
赵恒即位后，于至道三年（997年）七月，追封潘氏为莊怀皇后（履正志和曰莊 慈仁哲和曰懷），葬永昌陵之侧保泰陵。神主享于别庙，旧制皇后谥冠以帝谥。庆历中，礼官言，“孝”字连太祖谥，“德”字连太宗谥。宋仁宗遂改谥为章怀皇后，以连真宗谥。

## 影视形象
《杨家将》故事中，作为奸臣角色的潘仁美，他的女儿成为皇妃角色。因为杨业之死是在宋太宗时，所以小说、戏剧都将潘妃设定为宋太宗的皇妃。比如电视剧《少年杨家将》裡的潘妃原型应该就是这位章懷皇后潘氏。潘美（劇中稱為潘仁美）的女儿中，嫁给皇帝的，仅她一位。不过潘氏死得早，死时仅仅是王妃的身份。如果潘氏活到真宗即位，将会是皇后而不是嫔妃。